# Tour du Tarn 1980
Il Tour du Tarn 1980, quarta edizione della corsa, si svolse dal 9 all'11 aprile su un percorso di 364 km ripartiti in 2 tappe (la prima suddivisa in due semitappe) più un cronoprologo, con partenza e arrivo a Castres. Fu vinto dal francese Gilbert Duclos-Lassalle della Peugeot-Esso-Michelin davanti ai suoi connazionali Patrick Bonnet e Patrick Friou.

## Tappe
| Tappa  | Data      | Percorso                              | km    | Vincitore di tappa        | Leader cl. generale     |
| ------ | --------- | ------------------------------------- | ----- | ------------------------- | ----------------------- |
| Prol.  | 9 aprile  | Castres > Castres (cron. individuale) | 1,2   | Gilbert Duclos-Lassalle   |                         |
| 1ª-1ª  | 10 aprile | Mazamet > Albi                        | 112   | Pierre-Raymond Villemiane |                         |
| 1ª-2ª  | 10 aprile | Albi > Albi                           | 88,5  | Bernard Hinault           |                         |
| 2ª     | 11 aprile | Réalmont > Castres                    | 162,5 | Dietrich Thurau           | Gilbert Duclos-Lassalle |
| Totale | Totale    | Totale                                | 364   |                           |                         |

## Dettagli delle tappe

### Prologo
- 9 aprile: Castres > Castres (cron. individuale) – 1,2 km

| Pos. | Corridore               | Squadra | Tempo |
| ---- | ----------------------- | ------- | ----- |
| 1    | Gilbert Duclos-Lassalle | Peugeot | 1'31" |
| 2    | Yvon Bertin             | Renault | s.t.  |
| 3    | Jean-René Bernaudeau    | Renault | a 1"  |

| Pos. | Corridore | Squadra | Tempo |
| ---- | --------- | ------- | ----- |

### 1ª tappa - 1ª semitappa
- 10 aprile: Mazamet > Albi – 112 km

| Pos. | Corridore                 | Squadra | Tempo    |
| ---- | ------------------------- | ------- | -------- |
| 1    | Pierre-Raymond Villemiane | Renault | 3h09'55" |
| 2    | Gilbert Duclos-Lassalle   | Peugeot | s.t.     |
| 3    | Patrick Bonnet            | Renault | s.t.     |

| Pos. | Corridore | Squadra | Tempo |
| ---- | --------- | ------- | ----- |

### 1ª tappa - 2ª semitappa
- 10 aprile: Albi > Albi – 88,5 km

| Pos. | Corridore               | Squadra | Tempo    |
| ---- | ----------------------- | ------- | -------- |
| 1    | Bernard Hinault         | Renault | 2h14'38" |
| 2    | Gilbert Duclos-Lassalle | Peugeot | s.t.     |
| 3    | Patrick Bonnet          | Renault | s.t.     |

| Pos. | Corridore | Squadra | Tempo |
| ---- | --------- | ------- | ----- |

### 2ª tappa
- 11 aprile: Réalmont > Castres – 162,5 km

| Pos. | Corridore               | Squadra | Tempo    |
| ---- | ----------------------- | ------- | -------- |
| 1    | Dietrich Thurau         | Puch    | 4h08'12" |
| 2    | Gilbert Duclos-Lassalle | Peugeot | s.t.     |
| 3    | Hubert Arbes            | Renault | s.t.     |

| Pos. | Corridore               | Squadra | Tempo    |
| ---- | ----------------------- | ------- | -------- |
| 1    | Gilbert Duclos-Lassalle | Peugeot | 9h34'09" |
| 2    | Patrick Bonnet          | Renault | a 5"     |
| 3    | Patrick Friou           | Miko    | a 14"    |

## Classifiche finali

### Classifica generale
| Pos. | Corridore                 | Squadra                     | Tempo    |
| ---- | ------------------------- | --------------------------- | -------- |
| 1    | Gilbert Duclos-Lassalle   | Peugeot-Esso-Michelin       | 9h34'09" |
| 2    | Patrick Bonnet            | Renault-Gitane              | a 5"     |
| 3    | Patrick Friou             | Miko-Mercier-Vivagel-Volvo  | a 14"    |
| 4    | Dietrich Thurau           | Puch-Campagnolo-Sem         | a 17"    |
| 5    | Alain Meslet              | Splendor-Admiral-TV Ekspres | a 24"    |
| 6    | Michel Demeyre            | La Redoute-Motobecane       | a 3'09"  |
| 7    | Bernard Hinault           | Renault-Gitane              | a 4'03"  |
| 8    | Pierre-Raymond Villemiane | Renault-Gitane              | s.t.     |
| 9    | Frits Pirard              | Miko-Mercier-Vivagel-Volvo  | a 4'05"  |
| 10   | René Bittinger            | Miko-Mercier-Vivagel-Volvo  | a 4'08"  |